# Galloway (Wirginia Zachodnia)
Galloway – jednostka osadnicza w Stanach Zjednoczonych, w stanie Wirginia Zachodnia, w hrabstwie Barbour.